# Microsoft Forms
Microsoft Forms (trước đây là Office Forms) là một trình tạo khảo sát trực tuyến, và là một phần của Office 365. Được Microsoft phát hành vào tháng 6 năm 2016, Microsoft Forms cho phép người dùng tạo khảo sát và câu đố trực tuyến bằng cách đánh dấu tự động. Dữ liệu có thế xuất sang Microsoft Excel.
Vào năm 2019, Microsoft giới thiệu về Forms Pro, nó sẽ hỗ trợ người dùng khả năng xuất dữ liệu trên bảng điều khiển Power BI.

## Ngăn chặn lừa đảo
Do làn sóng lừa đảo tấn công Microsoft 365 vào đầu năm 2021, Microsoft sử dụng thuật toán để tự động phát hiện và ngăn chặn các nỗ lực lừa đảo tấn công Miccrosoft Forms. Ngoài ra, Microsoft khuyên người dùng không gửi các thông tin cá nhân (chẳng hạn như mật khẩu) trong một biểu mẫu hoặc khảo sát, đồng thời cũng đặt một lời khuyên tương tự bên dưới nút “Gửi” trong mọi biểu mẫu được tạo bằng Microsoft Forms, cảnh báo người dùng không cung cấp mật khẩu của họ.